# 下田栄祐
下田 栄祐（しもだ よしひろ、2004年5月5日 - ）は、岩手県盛岡市出身のプロサッカー選手。Jリーグ・鹿島アントラーズ所属。ポジションはミッドフィールダー（MF）。

## 来歴

### 鹿島アントラーズ
2022年9月19日、2023年シーズンよりトップチームに昇格することが発表された。

### いわきFC
2022年12月13日、J2に所属するいわきFCへ育成型期限付き移籍することが発表された。なお、移籍期間は2年間（2023年2月1日から2025年1月31日）。また、この移籍は両チームの提携による移籍。いわきFCは「2年間の移籍期間で選手の成長を最大限に後押しすることで、若手選手育成の新しいモデルとなることを目指す」と公式サイトを通じて発表している。

### 鹿島アントラーズ復帰
2025年、鹿島アントラーズに復帰。

## 所属クラブ
- 盛岡太田東サッカー少年団
- 鹿島アントラーズつくばジュニアユース
- 鹿島アントラーズユース（鹿島学園高校）
- 2023年 -  鹿島アントラーズ
  - 2023年 - 2024年  いわきFC（育成型期限付き移籍）

## 個人成績
| 国内大会個人成績 | 国内大会個人成績 | 国内大会個人成績 | 国内大会個人成績 | 国内大会個人成績 | 国内大会個人成績 | 国内大会個人成績 | 国内大会個人成績 | 国内大会個人成績 | 国内大会個人成績 | 国内大会個人成績 | 国内大会個人成績 |
| 年度             | クラブ           | 背番号           | リーグ           | リーグ戦         | リーグ戦         | リーグ杯         | リーグ杯         | オープン杯       | オープン杯       | 期間通算         | 期間通算         |
| 年度             | クラブ           | 背番号           | リーグ           | 出場             | 得点             | 出場             | 得点             | 出場             | 得点             | 出場             | 得点             |
| 日本             | 日本             | 日本             | 日本             | リーグ戦         | リーグ戦         | リーグ杯         | リーグ杯         | 天皇杯           | 天皇杯           | 期間通算         | 期間通算         |
| ---------------- | ---------------- | ---------------- | ---------------- | ---------------- | ---------------- | ---------------- | ---------------- | ---------------- | ---------------- | ---------------- | ---------------- |
| 2023             | いわき           | 33               | J2               | 22               | 1                | -                | -                | 1                | 0                | 23               | 1                |
| 2024             | いわき           | 40               | J2               | 15               | 0                | 1                | 0                | 2                | 0                | 18               | 0                |
| 2025             | 鹿島             | 33               | J1               |                  |                  |                  |                  |                  |                  |                  |                  |
| 通算             | 日本             | 日本             | J1               |                  |                  |                  |                  |                  |                  |                  |                  |
| 通算             | 日本             | 日本             | J2               | 37               | 1                | 1                | 0                | 3                | 0                | 41               | 1                |
| 総通算           | 総通算           | 総通算           | 総通算           | 37               | 1                | 1                | 0                | 3                | 0                | 41               | 1                |

出場歴
- Jリーグ初出場：2023年6月11日 J2第20節 モンテディオ山形戦（NDソフトスタジアム山形）
- Jリーグ初得点：2023年9月3日 J2第33節 ファジアーノ岡山戦（いわきグリーンフィールド）

## 代表歴
- 2019年 U-15日本代表候補
- 2020年 U-16日本代表候補
- 2021年 U-17日本代表
- 2022年 U-18日本代表